# Bad Lieutenant
Pour les articles homonymes, voir Bad Lieutenant (homonymie).
Pour plus de détails, voir Fiche technique et Distribution.
Bad Lieutenant est un film policier américain réalisé par Abel Ferrara et scénarisé par ce dernier et Zoë Lund, sorti en 1992.

## Synopsis
Un inspecteur de police violent et corrompu est chargé d'enquêter sur le viol d'une religieuse ayant eu lieu dans une église. Dans le même temps, il s'endette en perdant une série de paris pris lors d'un derby de baseball, et il se retrouve menacé de mort par ses créanciers, membres du crime organisé.
L'inspecteur, régulièrement drogué et alcoolisé, semble ne prendre au sérieux ni les menaces ni l'enquête. L'enquête piétine aussi parce que la religieuse, qui connait ses violeurs, refuse de les dénoncer et dit leur avoir pardonné. Or, un calice a été volé par les violeurs, et la récompense offerte pour ramener cet objet permettrait de rembourser les dettes de l'inspecteur. 
Ce dernier, de plus en plus dépassé par ses dettes et ses addictions, récupère d'abord le plus d'argent liquide possible auprès des trafiquants qu'il a l'habitude de fournir en drogue saisie, et donne rendez-vous à ses créanciers. Puis il se rend à l'église et tente de faire parler la religieuse : il lui dit que son silence laisse les violeurs impunis et met en danger d'autres femmes. Mais la religieuse reste inflexible, encourage l'inspecteur à prier, et s'en va. Ce dernier a alors une vision du Christ. Il demande pardon pour ses péchés et de l'aide.
En fait, ce qu'il a pris pour le Christ est une femme du quartier : elle a le calice dans les mains et sait où se trouvent les violeurs. Ces derniers sont au quartier, en train de regarder le dernier match du derby. L'inspecteur les rejoint, regarde la fin du match et constate qu'il a perdu tous ses paris. Il les menotte alors et les menace avec son arme, leur reprochant leur crime. Finalement, il les amène dans une gare routière et les laisse partir après leur avoir remis tout son argent liquide. Puis il se rend au rendez-vous donné, où les créanciers l'abattent de sang froid.

## Fiche technique
- Titre original et français : Bad Lieutenant
- Réalisation : Abel Ferrara
- Scénario : Abel Ferrara et Zoë Lund
- Musique : Joe Delia
- Photographie : Ken Kelsch (en)
- Montage : Anthony Redman
- Décors : Charles M. Lagola
- Production : Mary Kane, Edward R. Pressman, Randy Sabusawa, Patrick Wachsberger (de) et Ronna B. Wallace
- Budget : 1 million de dollars
- Pays de production :  États-Unis
- Langues originales : anglais, quelques répliques en espagnol
- Formats : couleur – 1,85:1 - 35 mm - stéréo
- Genres : policier, drame
- Durée : 96 minutes
- Dates de sortie :
  - Canada : 16 septembre 1992 (festival de Toronto)
  - États-Unis : 20 novembre 1992
  - France : 10 mars 1993
- Interdit aux moins de 16 ans lors de sa sortie en France

## Distribution
- Harvey Keitel (VF : Daniel Russo) : le lieutenant[1]
- Frankie Thorn (VF : Rafaèle Moutier) : la nonne
- Anthony Ruggiero (VF : Emmanuel Jacomy) : Lite, le bookmaker
- Victor Argo (VF : Sady Rebbot) : un policier
- Paul Calderon (VF : Maurice Decoster) : un policier
- Leonard L. Thomas (en) : un policier
- Zoë Lund (VF : Laurence Crouzet) : Zoe
- Jaime Sánchez : un curé
- Peggy Gormley (VF : Maïk Darah) : la femme du lieutenant
- Stella Keitel : la fille du lieutenant
- Dana Dee : le bébé du lieutenant
- Nicholas De Cegli (VF : Philippe Vincent) : le guide de la boîte
- Eddie Daniels : passagère 1
- Bianca Hunter : passagère 2
- Stephen Chen : le propriétaire du magasin coréen
- Frank Adonis : Large
- Shawn McClean : le voyou
- John Steven Jones : le 2e voyou
- Paul Hipp : Jésus de Nazareth

## Production
Le tournage se déroule en seulement dix-huit jours et en décor naturel dans les rues de New York. Toutes les prises de drogues et d'alcool sont réalisées sans trucages[réf. nécessaire], c'est-à-dire véritablement consommées par les acteurs. De plus, Zoë Lund, Abel Ferrara et Harvey Keitel[réf. nécessaire] étaient tous trois toxicomanes et grands consommateurs d'alcool à l'époque.
La scène finale a été tournée en plein milieu des rues de New York et la réaction des passants est donc authentique.

## Distinctions
- Festival Fantasporto 1993 : prix du meilleur acteur pour Harvey Keitel ; en compétition pour le prix du meilleur film
- Independent Spirit Awards 1993 : prix du meilleur acteur pour Harvey Keitel ; nominations comme meilleur film et meilleur réalisateur

## Autres films
Bad Lieutenant : Escale à La Nouvelle-Orléans de Werner Herzog sort en 2009. Bien que le titre et l'histoire du film ressemblent vaguement au film de 1992 d'Abel Ferrara. Selon Herzog, il ne s'agit ni d'une suite ni d'un remake ; son seul point commun est un policier corrompu comme personnage central. Néanmoins, Abel Ferrara exprime sa consternation à l'idée que le film d'Herzog soit en cours de réalisation. Les deux films sont produits par Edward R. Pressman.
En mai 2025, il est annoncé que Takashi Miike va réaliser Bad Lieutenant: Tokyo (en), produit par Pressman Film, la société gérée par Sam Pressman, le fils d'Edward R. Pressman,.